# Joan Sebastian
Pour les articles homonymes, voir Sebastian.
José Manuel Figueroa Figueroa,,,, né le 8 avril 1951, et mort le 13 juillet 2015, plus connu sous le nom de Joan Sebastian (prononcé : [xoˈan seβaˈstjan]), est un chanteur-compositeur mexicain,. Il a écrit plus de 1 000 chansons incluant des compositions pour Vicente Fernández, Lucero, Pepe Aguilar, et Rocío Dúrcal. Sa musique est un mélange de Latin pop, ranchera et grupera music.

## Discographie
Sebastian a enregistré les albums suivants durant sa carrière musicale ,,.

### Albums studio
- Mi Mujer (1975)
- Y Las Mariposas (1977)
- Alma De Niña (1979)
- Hasta Que Amanezca (1979)
- Manantial (1981)
- Juliantla (1981)
- Asi de Loco (1982)
- Enredo (1983)
- Mi Complice (1984)
- Rumores (1985)
- Oiga (1987)
- Ranchero, Vol. 2 (1987)
- Mascarada (1988)
- Norteño (1989)
- Viva La Vida (1991)
- Al Rojo Vivo (1995)
- Bandido De Amores (1995)
- Norteño Vol. 2 (1995)
- Peor De Tus Antojos (1995)
- Con Mariachi (1996)
- Tu Y Yo (1996)
- Disco De Oro Vol.1 Baladas (1997)
- Gracias Por Tanto Amor (1998)
- Rey Del Jaripeo (1999)
- Con Norteño (2000)
- Nostalgia Y Recuerdos (2000)
- Secreto De Amor (2000)
- Cariño Como Tu (2001)
- Con Mariachi Vargas De Tecalitlan (2001)
- Afortunado (2002)
- Lo Dijo el Corazón (2002)
- Enamorado Del Amor (2004)
- Mujeres Bonitas (2004)
- Poeta Del Pueblo (2004)
- Que Amarren a Cupido (2004)
- Inventario (2005)
- Rancheras Con Banda (2005)
- Canta Para Ti (2006)
- De Relajo Pa Bailar (2006)
- Joan Sebastian (2006)
- Mas Alla Del Sol (2006)
- Corridos Y Algo Mas (2007)
- No Es De Madera (2007)
- Pegadito al Corazón (2009)
- Huevos Rancheros (2011)
- Un Lujo (2012)
- 13 Celebrando El 13 (2013)
- Más Joan[11] (TBA)

## Récompenses et nominations
| Année | Récompense         | Catégorie                           | Œuvre                    | Result | Ref. |
| ----- | ------------------ | ----------------------------------- | ------------------------ | ------ | ---- |
| 2002  | Grammy Award       | Best Mexican/Mexican-American Album | Lo Dijo El Corazón       | [ 12 ] |      |
| 2002  | Latin Grammy Award | Best Grupero Album                  | Lo Dijo El Corazón       | [ 13 ] |      |
| 2003  | Grammy Award       | Best Mexican/Mexican-American Album | Afortunado               | [ 12 ] |      |
| 2003  | Latin Grammy Award | Best Regional Mexican Song          | "Afortunado"             | [ 13 ] |      |
| 2003  | Latin Grammy Award | Best Banda Album                    | Afortunado               | [ 13 ] |      |
| 2006  | Grammy Award       | Best Banda Album                    | Más Allá Del Sol         | [ 12 ] |      |
| 2006  | Latin Grammy Award | Best Banda Album                    | Más Allá Del Sol         | [ 13 ] |      |
| 2006  | Latin Grammy Award | Best Grupero Album                  | En El Auditorio Nacional | [ 13 ] |      |
| 2008  | Grammy Award       | Best Banda Album                    | No Es De Madera          | [ 12 ] |      |
| 2008  | Latin Grammy Award | Best Regional Mexican Song          | "Estos Celos"            | [ 13 ] |      |

## Source de la traduction
- (en) Cet article est partiellement ou en totalité issu de l’article de Wikipédia en anglais intitulé « Joan Sebastian » (voir la liste des auteurs).